# Groenwangparkiet
De groenwangparkiet (Pyrrhura molinae) is een vogel uit de familie Psittacidae (papegaaien van Afrika en de Nieuwe Wereld).

## Verspreiding en leefgebied
Deze soort komt voor in centraal Zuid-Amerika en telt zes ondersoorten:
- P. m. flavoptera: westelijk Bolivia.
- P. m. molinae: de hooglanden van oostelijk Bolivia.
- P. m. phoenicura: noordoostelijk Bolivia en westelijk Brazilië.
- P. m. hypoxantha: extreem oostelijk Bolivia en zuidwestelijk Brazilië.
- P. m. restricta: de laaglanden van oostelijk Bolivia.
- P. m. australis: van zuidelijk Bolivia tot noordwestelijk Argentinië.

## Status
De grootte van de populatie is niet gekwantificeerd maar de soort wordt omschreven als algemeen. Op de Rode lijst van de IUCN heeft deze soort de status niet bedreigd.